# Подкриница
Подкрини́ца (бел. Падкрыніца) — хутор в Барановичском районе Брестской области Белоруссии. Входит в состав Миловидского сельсовета. Расположен в 32,5 км по автодорогам к юго-западу от Барановичей, на расстоянии 4,5 км по автодорогам к северо-западу от центра сельсовета. Ближайший населённый пункт — деревня Стрелово.

## География
В 800 метрах к западу от хутора берёт начало одноимённый ручей, который впоследствии впадает в реку Молотовка.

## История
В 1909 году — выселок в составе Островской волости Новогрудского уезда Минской губернии, 6 дворов. На карте 1910 года указан под названием Подкринница.
После Рижского мирного договора 1921 года — в составе Польши, с 1939 года — в БССР.

## Население
| Численность населения (по переписи) | Численность населения (по переписи) | Численность населения (по переписи) | Численность населения (по переписи) |
| 1909                                | 1999                                | 2009                                | 2019                                |
| ----------------------------------- | ----------------------------------- | ----------------------------------- | ----------------------------------- |
| 48                                  | ↘8                                  | ↘0                                  | ↗2                                  |

## Предприятия
- фермерское хозяйство «Весёлый кролик»[1].